# كيهل
كل بادن وورتميرغ (بالألمانية: Kehl) هي Grosse Kreisstadt، مدينة وبلدة ألمانية تقع في ألمانيا في Ortenaukreis. يقدر عدد سكانها بـ 34,303 نسمة .

## المدن التوأمة
مدن مونمورانسي وكوتور هي مدن توأمة لـكل بادن وورتميرغ.

## أعلام
- دييتر إكيستين
- هرمان فليك
- ليوبولد هورنر
- إيزابيل كويتو
- يوجين هام